# Lahe (Peipsiääre)
Lahe (Duits: Lacht) is een plaats in de Estlandse gemeente Peipsiääre, provincie Tartumaa. De plaats heeft de status van dorp (Estisch: küla). De bevolkingsontwikkeling is weergegeven in het volgende staatje:
| Jaar            | 2000 | 2009 | 2011 | 2018 | 2020 | 2021 |
| --------------- | ---- | ---- | ---- | ---- | ---- | ---- |
| Aantal inwoners | 5    | 5    | 1    | < 4  | < 4  | < 4  |

Tot in oktober 2017 hoorde Lahe bij de gemeente Alatskivi. In die maand werd Alatskivi bij de gemeente Peipsiääre gevoegd.
De plaats ligt aan de westkust van het Peipusmeer. Ten zuiden van Lahe ligt het meer Lahepera järv, dat minder dan 200 meter van het Peipusmeer verwijderd ligt. De korte waterweg die de twee meren verbindt, heet de Lahe jõgi (‘rivier Lahe’).

## Geschiedenis
Lahe werd vroeger vaak Suurlahe (‘Groot Lahe’) genoemd. Het westelijke buurdorp heet Kesklahe (‘Midden-Lahe’), waarschijnlijk omdat het tussen de dorpen Lahe en Lahepera ligt.
Lahe werd voor het eerst genoemd in 1582 onder de naam Liachte als dorp op het landgoed van Allatzkiwwi (Alatskivi). In 1585 werd het dorp Lachta genoemd, in 1588 Surlacht, in 1601 Große Lacht of Suerlachtt en in 1839 Gross Lacht.
Tussen 1977 en 1997 hoorde Lahe bij het noordelijke buurdorp Riidma.